# Piasczanka (obwód witebski)
Piasczanka (biał. Пясчанка; ros. Песчанка, Piesczanka) – wieś na Białorusi, w obwodzie witebskim, w rejonie dokszyckim, w sielsowiecie Biehomla. W 2009 roku liczyła 6 mieszkańców.